# 李纯武
李纯武（1921年—2002年），湖北谷城人，中华人民共和国编辑。

## 生平
1945年，毕业于國立中央大学历史系。1949年，肄业于國立中央大學历史研究部，曾任南京国立编译馆助理编审。中华人民共和国建立后，曾任中国人民解放军华东军政大学教员、军事学院文史讲师。1950年代初起到人民教育出版社工作，主持、编写和修订十多套中学世界历史教材。2002年去世。